# 古川真奈美
古川 真奈美（ふるかわ まなみ、1987年6月19日 - ）は、日本の女性タレント、レースクイーン。愛称は、まなみん。福岡県出身。A.M.Entertainment業務提携のフリーランス。

## 略歴
- 福岡県立早良高等学校[3]→福岡スクールオブミュージック&ダンス専門学校ソロボーカル科[4]卒業。
- 21歳の頃から古田厚子主宰の芸能事務所『アツコプロダクション』に所属しモデル・タレント活動を2年間行い[4][1]、23歳で上京しプラチナムプロダクションに移籍[5]。
- 2011年4月より、ブロードエースのイメージガールユニット『BA5』の一員として1年間活動。同ユニットのオリジナル曲の一つである「胸キュン☆my heart」では作詞も手掛けた[6]。
- 2012年、事務所の先輩だった柴原麻衣と共にSUPER GT『Team apr エンジェル』としてレースクイーン活動を行う。
- 2013年、ミスアクション2013に出場するも受賞は果たせず。同年10月、音楽ユニット『青山ムイロマンティコス』に加入。カルメン真奈美名義でメインヴォーカルを務める[7][8]。
- 2014年9月18日、自身初のソロDVD『MANA HAPPY』を発表する。
- 2015年、スーパーフォーミュラ『KONDO Racing raffinee レースクイーン』として3年ぶりにレースクイーン活動に復帰する[9]。
- 2018年9月をもって プラチナムプロダクションを退社し、キープロダクションへ移籍[10]。
- 2019年7月24日よりYouTubeチャンネル「崖っぷち学園TV」を開設[11]。

## 人物
- 趣味は買い物、カフェめぐり、音楽鑑賞。
- 8歳下の弟がいる[12]。
- 小学校時代は福岡市少年少女合唱団に所属していた[4]。
- 実家はレストランを経営していたが、1億円を父がギャンブルで使い果たしたことを『ブラックミリオン』出演時に明かしている[13]。
- 接客のアルバイト先で客からラブレターをもらったことがある。
- 仲良い友人は元AV女優の希崎ジェシカで、希崎が業界引退後も交流を続けている。

## 作品

### 映像作品
- MANA HAPPY（2014年9月18日、ギルド）
- いけない恋（2015年2月20日、竹書房）
- 大好き、真奈美先生!（2015年7月23日、イーネットフロンティア）
- 君のまなざし（2016年3月24日、ギルド）[14]
- 秘密のMANAモード（2018年8月20日、ラインコミュニケーションズ）
- LOVEまなみん（2019年7月31日、スパイスビジュアル）[15]

## 出演

### テレビドラマ
- 美咲ナンバーワン!! 第1話（2011年1月12日、日本テレビ） - キャバクラ嬢役
- ドン★キホーテ 第3話（2011年7月23日、日本テレビ） - キャバクラ嬢役
- 黒服物語 第2話（2014年10月31日、テレビ朝日） - 茜役
- みんな!エスパーだよ! 番外編～エスパー、都へ行く～（2015年4月3日、テレビ東京）
- LOVE理論（2015年4月13日 - 6月29日、テレビ東京） - キャバクラ嬢役

### バラエティ
- ナチコラル学園（2009年12月17日、福岡放送） - 「ナチコラル学園入学試験」に出演[16]
- カンニングのDAI安吉日!（2011年9月26日、BSフジ） - BA5として出演
- ゴッドタン「マジギライ1/5　有吉弘行編」（2011年10月15日、テレビ東京）
- 志村&鶴瓶のあぶない交遊録（2012年1月2日、テレビ朝日） - 「英語禁止ボウリング」にコスプレガールとして出演[17]
- 竹山のやりたい100のこと〜ザキヤマ&河本のイジリ旅〜（フジテレビONE）
  - 2012年8月12日[18]：やりたいガールオーディションに出場するも落選。
  - 2013年5月12日[18]：竹山喪主ガールオーディションに出場するも小玉ゆういにその座を奪われる。
- ブラックミリオン（2013年7月27日、テレビ東京）[13]
- 土曜特番「〜本命・対抗・大穴〜芸能界三つ巴バトル2時間SP」（2014年10月18日、日本テレビ） - トラップガールとして出演[19]。
- GOLFわでしこ（2019年（リピート放送）、EXスポーツ＆バラエティ）
- 湯らり鉄道 女子ふたり旅（2020年6月、BSスカパー!）

### ウェブテレビ
- 土曜の夜は尻上がり!「ピーチゃんねる」（2016年 - 2018年7月1日、AbemaTV）[20]
- グラドルVSセクシー女優！水泳大会2018春（2018年3月23日、AbemaTV AbemaGOLD）[21]
- 邪道だらけの夜の大運動会2018（2018年4月30日 - 5月1日、AbemaTV AbemaSPECIAL2）
- カンニング竹山の土曜The NIGHT#23～グラドル再就職SP！（2018年7月8日、AbemaTV）[22]
- 給与明細（2021年3月8日[23]、AbemaTV）
- 私の”好き”って変ですか？　Case.01（2021年4月1日、私の好きって変ですか?/YouTube） - まいこ 役[24]

### パチンコ
- CRラブ嬢プラス〜今夜も、ご延長の方はいかがなさいますか?〜（2013年、平和）[25]

### パチスロ
- ラブ嬢（2013年、オリンピア）[26]